# No sense la meva filla
No sense la meva filla (títol original: Not Without My Daughter, en anglès) és una pel·lícula estatunidenca de 1991 que narra la fuga de Betty Mahmoody, una ciutadana americana, del seu marit iranià de l'Iran dels Aiatol·là. Ha estat doblada al català.

## Argument
Betty, estatunidenca casada amb un metge iranià, va amb ell i la seva filla Mathob dues setmanes de vacances al país natal del seu espòs per tal de conèixer millor la seva família. Des de la seva arribada, l'estil de vida li xoca i li fa por. Ella i la seva filla no tenen més que un desig: tornar al més aviat possible. Però el seu marit, conquistat per la Revolució iraniana, havia decidit no deixar-les marxar per instal·lar la seva família a Teheran. Negant-se a ser totalment sotmesa al seu marit, Betty, el passaport de la qual ha estat confiscat, sofreix humiliacions, violències físiques, amenaces de mort i períodes de segrest.
El conflicte amb l'Iraq fa la seva situació encara més difícil. Durant dos anys, passarà de l'abatiment a la rebel·lió després d'una acceptació fingida. Finalment, ajudades per algunes persones, ella i la seva filla aconseguiran fugir d'un país que veuen com una «presó» amb perill per les seves vides, arribant a Turquia després d'haver travessat a cavall i a peu les muntanyes del Zagros.

## Repartiment
- Sally Field: Betty Mahmoody
- Alfred Molina: Sayed Borzog "Moody" Mahmoody
- Sheila Rosenthal: Mahtob Mahmoody
- Roshan Seth: Houssein the Smuggler
- Sarah Badel: Nicole
- Mony Rey: Ameh Bozorg
- Georges Corraface: Mohsen